# Yousef Karami
Yousef Karami (Meyaneh, 22 de março de 1983) é um taekwondista iraniano, .
Yousef Karami competiu nos Jogos Olímpicos de 2004 e 2012, na qual conquistou a medalha de bronze em 2004.